# São Bernardo do Campo
São Bernardo do Campo ist ein Ort im brasilianischen Bundesstaat São Paulo, der als bedeutender Standort der Schwerindustrie bekannt ist.
São Bernardo do Campo liegt am Südrand der Agglomeration São Paulo und zählt schätzungsweise 838.936 Einwohner (Stand: 2019). Dieser Ort gehört zum gern zitierten Industrieviereck ABCD, das aus den Teilorten Santo André, São Bernardo do Campo, São Caetano do Sul und Diadema besteht. Noch bis in die 1990er Jahre gab es nur das „Dreieck“ ABC.
In São Bernardo do Campo produziert heute zum Beispiel Volkswagen do Brasil im Werk Anchieta Pkw und Nutzfahrzeuge auch für den Export. Die Daimler AG unterhält in São Bernardo do Campo ein zum Geschäftsfeld Daimler Trucks gehörendes Werk für Mercedes-Benz-Lkw, das neben Entwicklungstätigkeiten die Produktion von Motoren, Achsen, Getrieben sowie leichten und mittelschweren Nutzfahrzeugen sowie Bussen übernimmt.
Eine Städtepartnerschaft besteht mit dem italienischen Marostica.
In São Bernardo do Campo wurde die Handball-Panamerikameisterschaft der Männer 2000 ausgetragen.

## Geschichte
Die Gemeinde wurde 1944 durch Landesgesetz gegründet.

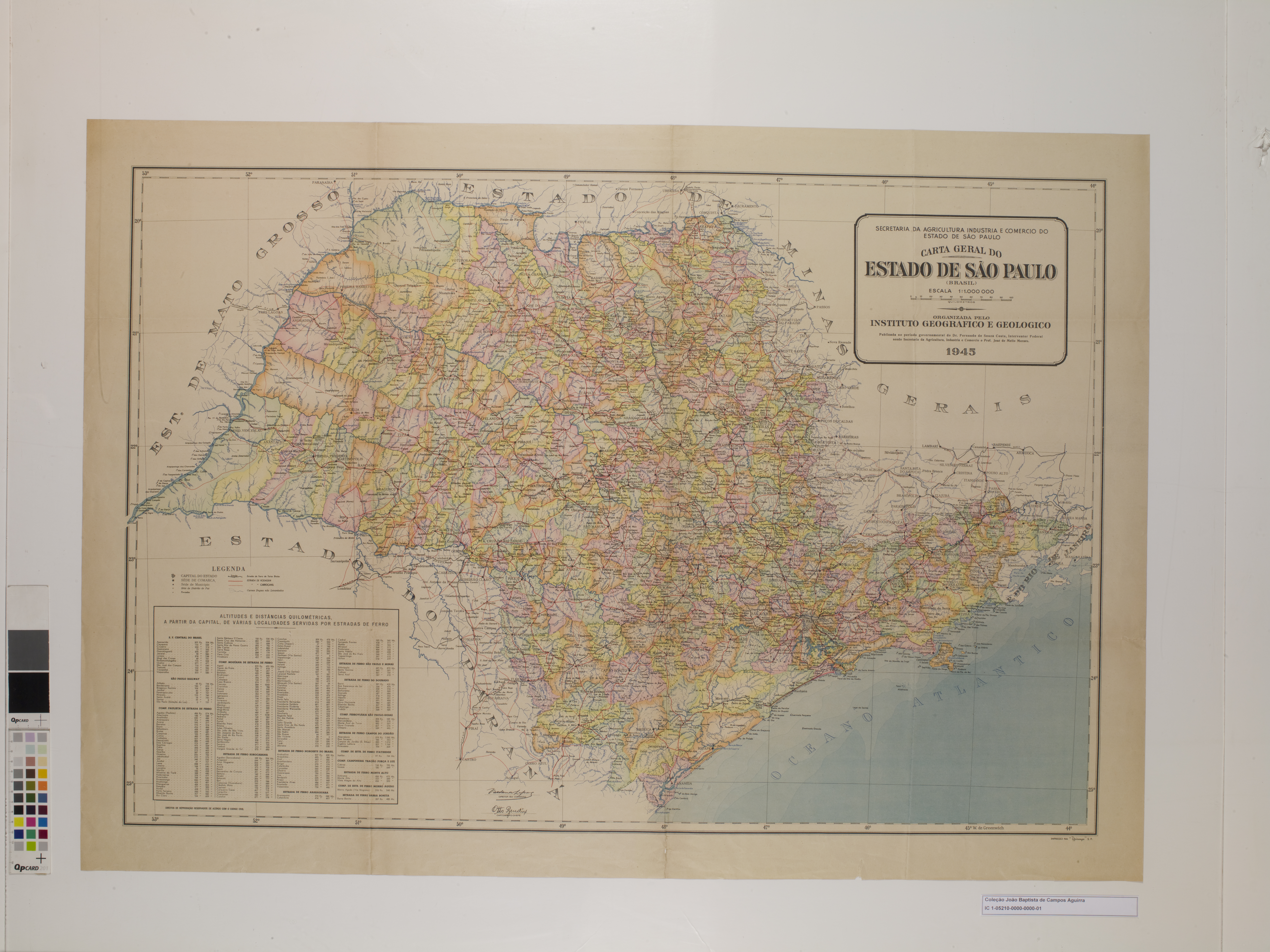
Karte des Bundesstaates São Paulo (1944).

## Persönlichkeiten

### Söhne und Töchter des Ortes
- Bernardo José Bueno Miele (1923–1981), römisch-katholischer Geistlicher und Erzbischof von Ribeirão Preto
- Andreas Kisser (* 1968), Musiker
- Mauro Silva (* 1968), Fußballspieler
- Adriana Santos (* 1971), Basketballspielerin und -trainerin
- Leandro Simioni (* 1974), Fußballspieler
- Carlos Eduardo Ventura (* 1974), Fußballspieler
- Derlei (* 1975), Fußballspieler
- Deco (* 1977), Fußballspieler
- André Dias (* 1979), Fußballspieler
- Rodrigo Lacerda Ramos (* 1980), Fußballspieler
- Thiago Motta (* 1982), brasilianisch-italienischer Fußballspieler und -trainer
- Felipe Ramos (* 1983), Pokerspieler
- Felipe Borges (* 1985), Handballspieler
- Ilsinho (* 1985), Fußballspieler
- Caio Suguino (* 1987), Fußballspieler
- Fernanda da Silva (* 1989), Handballspielerin
- Thiago Carleto (* 1989), Fußballspieler
- Elias Fernandes de Oliveira (* 1992), Fußballspieler
- Jádson Alves (* 1993), Fußballspieler
- Luana (* 1993), Fußballspielerin
- Gabriel Barbosa (* 1996), Fußballspieler
- Bruna Takahashi (* 2000), Tischtennisspielerin

### Persönlichkeiten, die vor Ort gewirkt haben
- Luis Sacilotto (1924–2003), Maler, gestorben in São Bernardo do Campo
- Lúcio Bellentani (1944–2019), Gewerkschafter und Menschenrechtsaktivist, arbeitete in São Bernardo do Campo
- Luiz Inácio Lula da Silva (* 1945), Präsident Brasiliens, arbeitete in São Bernardo do Campo
- Germán Efromovich (* 1950), Geschäftsmann, war Miteigentümer einer Privatschule in São Bernardo do Campo
- José Efromovich (* 1955), Geschäftsmann, war Miteigentümer einer Privatschule in São Bernardo do Campo
- Paolo Gregori (* 1970), Regisseur und Drehbuchautor, studierte an der FEI-Universität in São Bernardo do Campo
- Fernando de Moraes (* 1980), Fußballspieler, spielte für Palestra de São Bernardo
- Arthur Zanetti (* 1990), Turner, wohnt in São Bernardo do Campo